# Der Tod kommt zum Erzbischof
Der Tod kommt zum Erzbischof ist der Titel eines Romans von Willa Cather. Er erschien 1927 in New York unter dem Titel Death Comes for the Archbishop und wurde im Jahre 1940 in Zürich in deutscher Sprache veröffentlicht. Der Roman wurde 1930 von der American Academy of Arts and Letters mit der William-Dean-Howells-Medaille ausgezeichnet. Das Magazin Time zählt den Roman zu den besten 100 englischsprachigen Romanen, die zwischen 1923 und 2005 veröffentlicht wurden.

## Inhalt
Das Buch handelt von zwei französischen Priestern, die Mitte des 19. Jahrhunderts als 
Missionare nach Neumexiko kommen. Einer der beiden, Jean Marie Latour, übernimmt im Jahre 1851 das Vikariat von Neumexiko (New Mexico) mit der Hauptstadt Santa Fé. Dieses sollte er später als Bischof und schließlich als Erzbischof leiten. Der zweite Priester ist Pater Joseph Vaillant, ein draufgängerischer und jugendlicher Priester. Die Reise der beiden Priester aus Europa führt sie durch die Wüstenlandschaften, die sie nicht gewohnt sind.
Der Roman handelt hauptsächlich von den Schwierigkeiten des Missionarslebens und des Aufeinandertreffens von christlich-abendländischer und indianisch-mexikanischer Kultur. Dabei erfahren sie die indianische Religion und ihre Mythen, die ihnen immer wieder in unterschiedlichsten Formen begegnen. Im Mittelpunkt stehen u. a. die Völker der Diné und der Hopi.

## Vorbilder
Zum Charakter des Bischofs Latour inspirierte Willa Cather eine Statue in der Kathedrale von Santa Fé, die des Erzbischofs Jean Baptiste Lamy (1814–1888). Pater Vaillants Charakter entnahm Cather 1925 aus dem Buch The life of Reverend Joseph P. Marchebeuf, der ein Freund von Erzbischof Lamy war.